# Военно-строительный батальон
Военно-строительный батальон, военно-строительный  отряд — формирование военно-строительных частей РККА и СА, НКВД и МВД ВС Союза ССР. 
Формирование представляло собой воинскую часть уровня отдельный батальон и имело признаки, с одной стороны, воинской части, а с другой — строительной организации. В послевоенном Союзе ССР военно-строительные отряды стали хозрасчётными организациями и содержались, в основном, за счёт собственных заработанных средств. В это время они укомплектовывались по призыву через военкоматы, причём призванные получали особый статус военных строителей, на которых распространялись нормы как военнослужащего, так и трудового законодательства: они принимали военную присягу и срок службы в военно-строительных отрядах засчитывался им в срок действительной военной службы; при этом они находились на положении рабочих строительной организации, получали за выполнение работ заработную плату, и этот же срок службы засчитывался им в трудовой стаж. Военно-строительные отряды (ВСО) и отдельные военно-строительные роты (ОВСР) состояли вне штатной численности Вооружённых Сил Советского Союза, однако командные должности в них занимали кадровые военнослужащие (командир отряда, начальник штаба отряда, командиры рот и другие). Помимо хозрасчётных военно-строительных отрядов в Министерстве обороны СССР числились и обычные военно-строительные части.

## История
Мобилизация бойцов и командиров РККА и РККФ для выполнения различных строительных и ремонтно-восстановительных работ началась в годы Гражданской войны и интервенции в России, когда экономика страны лежала в развалинах и требовалось восстанавливать тысячи заводов и фабрик, шахт и рудников, мостов, дорог. В начале 1920-х годов, по мере высвобождения людей с фронтов, было сформировано восемь трудовых армий, а также множество более мелких и локальных формирований для помощи народному хозяйству: военно-трудовых лесозаготовительных дружин (1920 год), рабочих батальонов железнодорожных войск (1920 год), 1-й Туркестанский рабочий полк и Закаспийский трудовой отряд (1921 год), рабочие батальоны и роты при местных органах Главного управления по снабжению РККА и РККФ продовольствием (1921 год). Приказом Революционного военного совета № 27, от 4 января 1922 года, эти временные формирования были расформированы, личный состав демобилизован.
Новая потребность в привлечении больших трудовых ресурсов на строительство укреплённых районов на западных границах Союза ССР возникла в предвоенные годы. Оно велось силами Народного комиссариата обороны и Народного комиссариата внутренних дел, имевшего собственные строительные части. После ряда преобразований 21 июля 1943 года было создано Главное управление оборонительного строительства Красной Армии (ГУОС КА), внутри которого и появились военно-строительные отряды, просуществовавшие в вооружённых силах до распада Советского Союза.
18 июня 1949 года постановлением СМ Союза ССР № 2618—1037 был учреждён аппарат заместителя министра Вооруженных сил по строительству, которому было поручено руководство воинскими частями и организациями строительства и расквартирования войск. Принятым приказом министра ВС СССР № 01381, от 24 августа 1949 года, был образован единый Военно-строительный комплекс министерства.
С мая 1955 года де-факто началось восстановление военно-строительных отрядов (ВСО), а 13 мая 1955 года приказом Министра обороны СССР № 86 принято первое Положение о военно-строительных отрядах. Уже к августу ВСО показали в два — три раза более высокую эффективность, чем стройбаты, однако было отмечено снижение дисциплины в этих частях, поэтому приказом министра обороны № 135, от 15 августа 1955 года, командирам отрядов были возвращены дисциплинарные права в отношении рабочих ВСО, отнятые тремя месяцами ранее.

...
4. Расформировать в 1992 году военно-строительные отряды (части), работающие на сооружении объектов народнохозяйственного назначения в гражданских министерствах и ведомствах, кроме Минатомэнергопрома СССР, Минсвязи СССР, Росвостокстроя и Главного управления специального строительства при Совете Министров СССР.
В связи с этим прекратить призыв граждан СССР на действительную срочную военную службу в указанные военно-строительные отряды (части) начиная с осени 1991 года.
Высвобождаемую после расформирования военно-строительных отрядов (частей) численность военнослужащих и военных строителей направлять на укомплектование военно-строительных отрядов (частей) Министерства обороны СССР.
Совету Министров СССР в первом квартале 1991 года утвердить порядок и конкретные сроки расформирования военно-строительных отрядов (частей), работающих в Минатомэнергопроме СССР, Минсвязи СССР, Росвостокстрое и Главном управлении специального строительства при Совете Министров СССР.
...— Указ Президента СССР № УП-1048, от 15 ноября 1990 года

## Структура и единицы ГУОС
Главное управление оборонительного строительства Красной Армии находилось под командованием начальника инженерных войск и включало:
- Управление оборонительного строительства резерва Верховного Главного командования (УОС РВГК),
- Управления оборонительного строительства фронтов и отдельные управления военно-полевого строительства (УВПС). Это были полувоенные хозрасчётные организации со своими штатными частями — военно-строительными отрядами трехротного состава, комплектовавшимися из призывников.

В 1943 году было сформировано 10 УОС РВГК, 12 фронтовых УОС и 9 отдельных УВПС, включавших соответственно 92, 61 и 36 военно-строительных отрядов. Их общая численность на январь 1944 года составила 89 000 человек, и впоследствии она только росла, что объяснялось более высокой эффективностью использования профессионального и постоянного контингента строительных специалистов. Если в 1943 году в оборонительном строительстве участвовали 89 513 военных строителей, 45 593 мобилизованных гражданских лиц и 28 284 военнослужащих, то на конец 1944 года количество военных строителей выросло до 119 244, при том, что количество привлеченных гражданских лиц сократилось до 12 544, а военнослужащих — до 12 194. Военно-строительный отряд зарекомендовал себя как наиболее целесообразная форма организации подобных частей.
С мая 1946 года наименование ВСО в документах сменяется упоминанием только о строительных, военно-технических, автотранспортных и других батальонах и отдельных ротах.

### Звания
Звания военных строителей:
- военный строитель — рядовой;
- военный строитель — ефрейтор;
- военный строитель — младший сержант;
- военный строитель — сержант;
- военный строитель — старший сержант;
- военный строитель — старшина;
- военный строитель — прапорщик;
- военный строитель — старший прапорщик.

Лицам рядового и сержантского (старшинского) составов военно-строительных формирований, находящимся на положении военнослужащих, а также проходящим военную службу сверх срока, присваивались воинские звания рядового и сержантского (старшинского) составов армии, авиации и флота: от рядового (матроса) до старшины (главного корабельного старшины).

## Численность
Военно-строительный отряд состоял из нескольких военно-строительных рот, в свою очередь делившихся на взводы, образовывавшие производственные бригады из одного или нескольких отделений. Для выполнения строительно-монтажных и заготовительных работ несколько ВСО сводились в соединение, именуемое Управлением начальников работ (УНР). Личный состав ВСО достигал 620 — 660 человек. Командовали ВСО офицеры в звании «капитан» (начиная с 1970-х годов в звании «майор» или «подполковник»), ротами — лейтенанты или старшие лейтенанта, на должности командиров взводов назначались сержанты-срочники, имевшие строительную специальность, начиная с 1970-х годов — лейтенанты или прапорщики.
После хрущёвского сокращения вооружённых сил к началу 1956 года в Вооруженных силах Союза остались строительные части общей численностью 231 015 военнослужащих, а вне ВС строительные части численностью 73 095 военнослужащих и ВСО численностью 218 880 военных рабочих по призыву. Уже в тот период численность строительных частей превалировала, однако в дальнейшем удельный вес ВСО рос и с 1960-х годов они стали основной формой организации военно-строительных частей, а объёмы выполняемых Военно-строительным комплексом работ постоянно росли.
К 1988 году вне штатной численности Вооруженных сил в ВСО МО СССР работали полмиллиона человек. Ещё столько же трудилось в военно-строительных частях 22 гражданских министерств. При этом численность самих Вооружённых сил, включая Пограничные и Внутренние войска, насчитывала чуть более 4,2 млн человек.

## Условия комплектования и оплаты
Военно-строительные отряды комплектовались начальствующим составом через кадровые органы МО СССР, а по должностям, на которых работали солдаты-сверхсрочники, — через командиров отрядов за счёт лучших военных строителей. Военных строителей призывали через военкоматы, однако в ВСО распределяли солдат по остаточному принципу, из-за чего туда попали люди, еще до призыва склонные к асоциальному поведению и даже ранее судимые, ограниченно годные к службе по физической подготовке и здоровью, призывники из сельских регионов союзных республик, плохо владевшие русским языком.
В ВСО изначально была установлена шестидневная рабочая неделя, потом они перешли на пятидневку, с использованием субботы для занятий по боевой, политической и специальной подготовке, культурно-просветительных мероприятий. При шестидневке время для таких занятий выделялось после рабочего дня.
Зарплату военным строителям начисляли по трудовому кодексу, с применением районных коэффициентов, однако без процентной надбавки за выслугу и 13-й зарплаты. На них не распространялись северные льготы. Из заработанных ими сумм оплачивались накладные расходы (обмундирование, постельные принадлежности, стирка, ремонта одежды и обуви, помывка в бане, питание), из причитающейся нетто-зарплаты на руки выдавалось небольшая часть, а остальное перечислялось в сберегательную кассу на текущий счёт военно-строительного отряда, с которого затем производился личный расчёт при увольнении в запас.

## Послевоенные батальоны
С освобождением территории Союза ССР от немецко-фашистских оккупантов начался призыв некоторых категорий населения освобождённых районов в военно-строительные батальоны НКВД/МВД СССР.
Категории мобилизуемых были следующие:
- лица призывного возраста, не попавшие в РККА в результате оккупации, поскольку срок призыва в армию для них до начала войны еще не подходил, а после войны превышал призывной;
- бывшие советские военнопленные, которым после освобождения следовало дослужить установленный срок, в который проведённое в плену время не засчитывалось во время службы;
- насильственно угнанные в Германию остарбайтеры;
- лица, сотрудничавшие с оккупантами, но не запятнавшие себя преступлениями: полицаи, жандармские служащие.

Возрастной состав солдат в ВСБ варьировал в диапазоне 18—40 лет, формирование взводов осуществлялось по специальностям: плотники, каменщики, штукатуры.